# Hymn Kantabrii
Himno a La Montaña – hymn regionalny Kantabrii. 
Hymn napisał w 1926 Juan Guerrero Urresti. 6 marca 1987 przyjęty został jako oficjalny hymn Kantabrii.

## Tekst
Cantabria querida

te voy a cantar

la canción que mi pecho

te va a dedicar

que es muy grande mi amor

a la tierra en que nací.
Quiero que sus sones

puedan traspasar

las montañas más altas

y el inmenso mar,

como ofrenda leal

al terruño en que viví.
Y es mi cántico amoroso

cual arrullo maternal

en que todos veneramos

la Cantabria fraternal.
Y un recuerdo cariñoso

de pureza regional,

a la montaña dedico

con vigor tradicional

vigor tradicional.
Mi tierruca siempre ha de ser

bella aurora del corazón

y a ella un beso puro de amor

y lleno de emoción

siempre he de ofrecer.
Hijos de mi Cantabria

nobles de mi querer,

hermanos montañeses

por siempre hemos de ser.
Juntos nos agrupemos

muy fuerte y muy leal

que la madre Cantabria

un abrazo nos da.